# Stürme über dem Mont Blanc
Stürme über dem Mont Blanc ist der erste Tonfilm des Regisseurs Arnold Fanck mit Leni Riefenstahl in der weiblichen Hauptrolle. Der Film, für dessen Drehbuch Regisseur Fanck und der Autor Carl Mayer zeichneten, wurde zunächst als Stummfilm gedreht und erst später im Studio nachsynchronisiert.

## Handlung

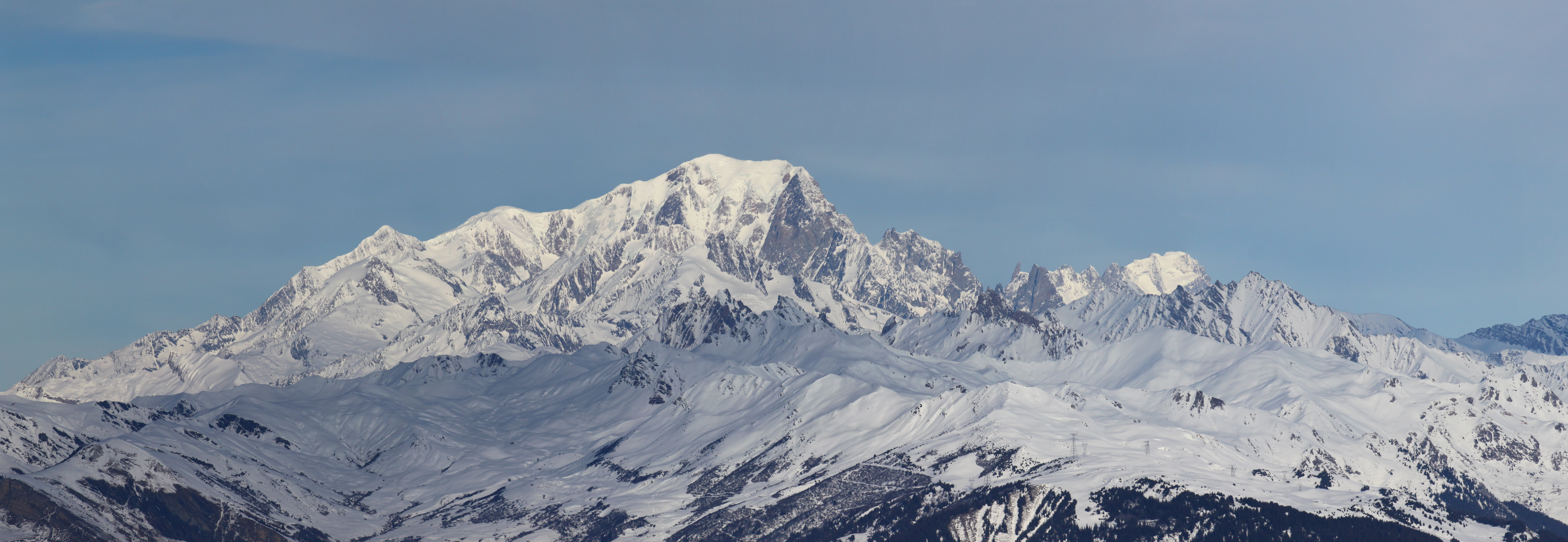
Mont Blanc

Der Meteorologe Hannes, der auf einer Wetterstation in 4400 m Höhe auf dem Mont Blanc arbeitet, hat nur über Funk Kontakt zur Außenwelt. Seine Wetterberichte übermittelt er per Morsetelegrafie dem Astronomen Armstrong und dessen Tochter Hella. Am Radio lauscht er der Übertragung aus Berlin, die ihm die Musik seines Freundes, des Organisten Walter Petersen, in seine Hütte bringt.
Während einer „Fuchsjagd“ auf Skiern rettet der Pilot Udet Hella vor ihren Verfolgern und fliegt mit ihr über das Mont-Blanc-Massiv. Dabei lässt sie Hannes eine Nachricht zukommen, die ihren Besuch ankündigt. Bei diesem verlieben sich Hannes und Hella ineinander. Bei einem anschließenden Ausflug in die Berge bleibt Hellas Vater allein in der Hütte zurück. Als er sie verlässt, um die Gegend zu studieren, stürzt er ab und kommt zu Tode. Hella und Hannes werden Zeugen des Unfalls.
Bevor Hella die Leiche ihres Vaters ins Tal bringt, bittet Hannes sie darum, seinen erkrankten Freund Petersen aufzusuchen und zu pflegen. Dieser missversteht in seiner Einsamkeit die Pflege als Zuneigung und sendet seinem Freund Hannes eine Nachricht, in der er bekannt gibt, Hella heiraten zu wollen. Hannes, enttäuscht und verbittert, entschließt sich daraufhin, nicht wie geplant, zu ihm ins Tal abzusteigen, sondern eine weitere Saison auf der Station zu bleiben.
Ein Unwetter zieht herauf. Hannes verliert beim Ablesen der Instrumente seine Handschuhe, so dass seine Hände erfrieren, bevor er seine Hütte erreichen kann. Doch diese ist durch den Sturm stark beschädigt und bietet kaum noch Schutz vor der Kälte. Hannes stapelt Tische vor der Türöffnung, um die Hütte zu verschließen, doch der Sturm wirft sie immer wieder um. Mit dem Ellenbogen betätigt er die Morsetaste, um einen Hilferuf abzusetzen.
Als Hella über Funk von Hannes misslicher Lage erfährt, setzt sie mit den Bergführern eine Rettungsaktion in Gang. Doch die Männer kommen in dem Sturme nicht weiter. So verständigt Hella schließlich den Piloten Udet. Der fliegt trotz Gewitters durch Blitz und Donner hinauf zu Hannes, landet und kämpft sich in die von Schnee und Eis starrende Hütte vor, wo der Wetterwart frierend ausharrt. Udet macht Feuer im Herd und wärmt ihn auf. Danach trifft mit den Bergführern auch die glückliche Hella bei ihm ein. Zärtlich streichelt sie seine erfrorenen Hände. Nun will sie für immer bei ihm bleiben.

## Hintergrund

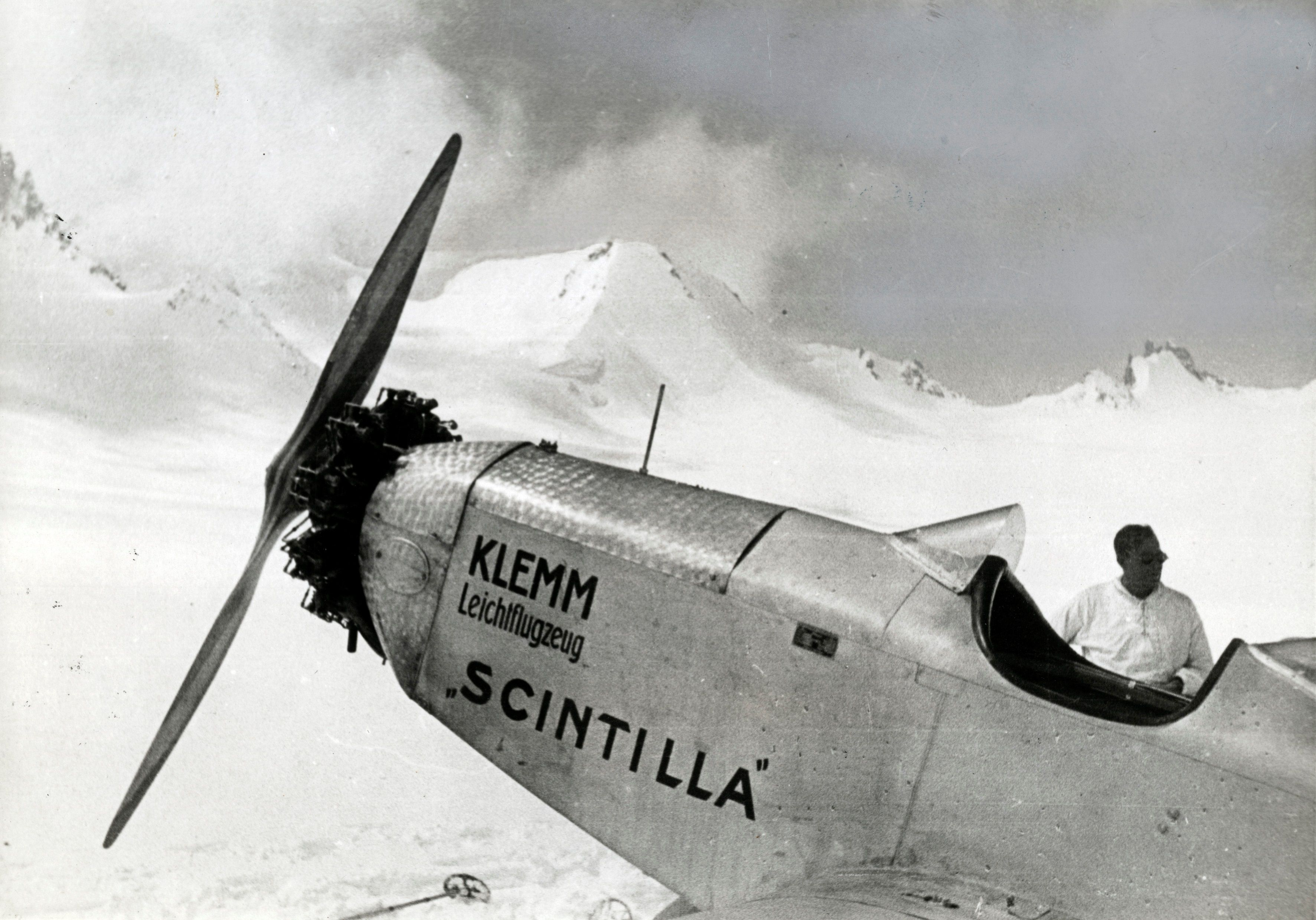
Das im Film von Ernst Udet pilotierte Flugzeug „Scintilla“, eine Kl 25

Der Film war eine Produktion der Aafa-Film GmbH Berlin, welche von dem jüdischen Filmkaufmann Gabriel Levy geführt wurde. Produktionsleiter war Harry R. Sokal, die Aufnahmen leitete Karl Buchholz.
Dreharbeiten fanden in der Sternwarte Babelsberg, in Arosa, am Bernina-Pass und am Mont Blanc statt. Die Aufnahmen machten Kameramänner aus Fancks Freiburger Kameraschule: Hans Schneeberger, Richard Angst und Sepp Allgeier. Claus von Suchotzky lenkte die Maschine, aus der die Flugszenen fotografiert wurden.
Filmarchitekt war Leopold Blonder, der auch der Regie assistierte. Die Tonaufnahmen machte Emil Specht mit Hans Grimm und Erich Lange. Den Tonschnitt besorgte Alwin Elling. Phonetische Beratung kam von Herbert Kuchenbuch. Die Filmmusik komponierte Paul Dessau mit Otto Sirl und Edmund Meisel. Die Liedtexte schrieb Otto Sirl. Die Kapelle Lewis Ruth führte die Musik aus, die Welte-Orgel spielte W.A.Harnisch.
Der Film lag am 24. Dezember 1930 der Reichsfilmzensur vor. Er wurde am 25. Dezember 1930 im Prinzeß-Theater zu Dresden und gleichzeitig in Frankfurt am Main im UFA-Theater „Im Schwan“ uraufgeführt. Im UFA-Palast am Zoo in Berlin lief er am 2. Februar 1931.
Alternativtitel sind Über den Wolken und Der Wetterwart des Montblanc.

## Filmkritik
Dem bekannten alpinen Schriftsteller Walther Flaig (in DAZ 1930, S. 388) in seiner „inneralpinistischen Wahrnehmung“ missfiel der Film als „blosse Addition von Schifilm, Spielfilm und Hochgebirgs-Montblanc-Film“, so dass er tadelte: „Es fehlt das geschlossene Ganze.“
Eine freundliche Besprechung des Films in der „Roten Fahne“ hob „die entfesselte Macht der Natur“ lobend hervor.
- Lexikon des internationalen Films: „Die Eindringlichkeit der Naturpanoramen verklärt die belanglose Handlung des Bergdramas, das wegen seines heroischen Pathos den Intentionen der NS-Kulturpolitik besonders entgegenkam.“[6]

- Siegfried Kracauer: „Dieser Film ließ wiederum die Schrecken und die Schönheiten des Hochgebirges erschauen, diesmal unter besonderer Akzentuierung erhabener Wolkengebilde. Ähnliche Wolkenmassen hüllten auch Hitlers Flugzeug auf der Fahrt nach Nürnberg in den ersten Bildfolgen des nationalsozialistischen Dokumentarfilmes TRIUMPH DES WILLENS – 1935 – ein, woraus man die endgültige Verschmelzung zweier Kulte, des Hochgebirgs- und des Führerkults, ersehen mag.“[7]

Zu diesem Vergleich bemerkte Karlheinz Wendtland: „Was haben Hochgebirgsfilme mit NS-Tendenzen zu tun? Wie unterscheiden sich NS-Wolken von – sagen wir – kommunistischen Wolken? Was sollen solche Glaubensbekenntnisse ‚beweisen‘?“
„‚Stürme über dem Montblanc‘ besticht durch die – wie immer bei Fanck – expressiven Landschafts- und Naturaufnahmen. Berüchtigt sind unter anderem die Szenen, bei denen Leni Riefenstahl auf einer Leiter über einem Gletscherspalt balanciert, sowie die akrobatischen Flugleistungen Ernst Udets. Rasante Schnitte während der Fuchsjagd, beeindruckende und avantgardistische Wolkenaufnahmen und nicht zuletzt eben die einmaligen Flugaufnahmen machen den Film zu einem nachhaltigen Erlebnis. Die Spielszenen brechen jedoch ein wenig den Stil des Films, da sie häufig sehr aufgesetzt und holprig wirken.“ (S. N. bei Private Homepage Helmut Schmidt)
Der Film ist nicht nur eine Hommage an Gebirgswelt und Wintersport, sondern auch eine an das damals „modernste Nachrichtenmittel, das Radio“. Es verbindet darin nicht nur die drei Protagonisten Hannes, Walter und Hella über große Entfernungen miteinander, es hilft schließlich am Ende auch, dem Wetterwart das Leben zu retten.